# NGC 1006
NGC 1006 = NGC 1010 ist eine Spiralgalaxie vom Hubble-Typ Sc im Sternbild Walfisch südlich des Himmelsäquators. Sie ist schätzungsweise 204 Millionen Lichtjahre von der Milchstraße entfernt und hat einen Durchmesser von etwa 45.000 Lj.
Im selben Himmelsareal befinden sich u. a. die Galaxien NGC 1011, NGC 1013, NGC 1017, NGC 1045.
Entdeckt wurde das Objekt am 29. September 1886 vom US-amerikanischen Astronomen Lewis Swift.